# Mary K. Gaillard
Pour les articles homonymes, voir Gaillard.
Mary Katharine Gaillard, née Ralph le 1er avril 1939 à New Brunswick (New Jersey) et morte le 23 mai 2025, est une physicienne théoricienne américaine spécialisée en physique des particules. 
Parmi ses contributions d'intérêt, on remarque la prédiction de la masse du quark c avant sa découverte (avec B. W. Lee), la prédiction des évènements à trois jets (en) (avec John Ellis et G. G. Ross), ainsi que la prédiction de la masse du quark b (avec M. S. Chanowitz et J. Ellis).

## Biographie
Mary K. Gaillard naît à New Brunswick (État du New Jersey, États-Unis) le 1er avril 1939.
Elle suit des études et termine son baccalauréat universitaire en 1960 au Hollins College de Virginie. Elle les complète par une maîtrise à l'université Columbia en 1961, et avec un doctorat à l'université Paris-Sud en 1968.
Elle est chercheuse pour le Centre national de la recherche scientifique de 1964 à 1981.
Elle est professeure à l'université de Californie à Berkeley de 1982 à 2009 et scientifique invitée au Laboratoire national Lawrence-Berkeley.
Elle siège dans différents comités à la Société américaine de physique, au département de l'Énergie et au Conseil national de la recherche des États-Unis. Elle est membre du National Science Board (en) de 1996 à 2002.
Mary K. Gaillard meurt à l’âge de 86 ans le 23 mai 2025,.

## Distinctions
- Prix Ernest-Orlando-Lawrence (1988)
- Membre de l'Académie américaine des arts et des sciences (1989)
- Bourse Guggenheim (1989)
- Prix Sakurai (1993)
- Membre de l'AAAS (2016)
- Membre de la Société américaine de physique